# دوري آيسلندا الممتاز 1967
دوري آيسلندا الممتاز 1967 (بالآيسلندية: 1. deild karla í knattspyrnu 1967) هو الموسم 56، و54 من  دوري آيسلندا الممتاز. أقيم خلال الفترة 27 مايو 1967 وحتى 24 سبتمبر 1967، والذي يشرف على تنظيمه اتحاد آيسلندا لكرة القدم، وكان عدد الأندية المشاركة فيه  6، وفاز فيه ناتسبيرنوفلاغ أكوريرار.